# 福士りつ
福士 りつ（ふくし りつ、1930年 - 2021年6月29日）は、青森県西津軽郡鰺ヶ沢町出身の津軽民謡歌手。本名は山田 リツ（やまだ リツ）。

## 経歴・活動
1947年、津軽民謡の大御所原田栄次郎に入門。1953年の県民謡大会で一位となり、1958年の県民謡玉座決定戦で五代目玉座を獲得。1964年、津軽三味線奏者山田千里と結婚。同年山田が青森県弘前市大町一丁目に創業したライブハウス「山唄」を夫婦で経営。「山唄」を拠点に夫婦で演奏活動していた。
夫婦で津軽三味線・津軽民謡の名手と謳われ、「山唄」経営の傍ら国内外で多数公演した。1988年、夫婦で津軽三味線と津軽民謡の隆盛に貢献した功績により、青森県西津軽郡鰺ヶ沢町田中町の「はまなす公園」に「山田千里・福士りつ顕彰碑」が建立された。
1990年にはNHK紅白歌合戦に出場。山田も出演し伴奏を行った。この出場により、当時の紅白初出場最年長記録となった（ただし、現在は最年長ではない）。
2004年に津軽民謡集のCDを発売した。同年4月に死去した山田の伴奏による作品。約30年前にレコードとして出した二人の演奏をCD化したものである。
山田没後はライブハウス「山唄」の経営を引き継ぎ、他の演奏仲間や山田の内弟子らとともに活動を続けていたが、2014年頃に体調を崩した。ライブハウス「山唄」はその後しばらくは首都圏で生活する長男が経営していたが、2016年4月に閉店した。
2021年6月29日、閉塞性胆管炎のため、入居先の弘前市内の介護施設で死去。91歳没。

## NHK紅白歌合戦出場歴
| 年度/放送回              | 回 | 曲目         | 出演順 | 対戦相手                   |
| ------------------------ | -- | ------------ | ------ | -------------------------- |
| 1990年（平成2年）/第41回 | 初 | 津軽あいや節 | 15/29  | アレキサンドル・グラツキー |

注意点
- 出演順は「出演順/出場者数」で表す。